# (8639) 1986 VB1
1986 في بي 1 (ويعرف أيضًا باسم (8639) 1986 في بي 1 وفق تسمية الكوكب الصغير) (بالإنجليزية: 1986 VB1)‏ هو كويكب ضمن حزام الكويكبات؛ وترتيبه 8639 من حيث الاكتشاف.
اكتُشف هذا الجُرم الفلكي بواسطة Antonín Mrkos ‏ في 3 نوفمبر 1986.

## وصلات خارجية
- (8639) 1986 VB1 في قاعدة بيانات مختبر الدفع النفاث لأجرام النظام الشمسي الصغيرة

- الاكتشاف · مخطط المدار ·  العناصر المدارية · المعلمات المادية

- (8639) 1986 VB1 على موقع ويكي سكاي: DSS2, SDSS, GALEX, IRAS, Hydrogen α, X-Ray, Astrophoto, Sky Map, Articles and images